# Стрелецкий, Пётр Степанович
Пётр Степанович Стрелецкий (7 апреля 1905 год, Елисаветград, Херсонская губерния — 20 августа 1975 год, Харьков, Украинская ССР) — организатор производства, директор Харьковского завода электроаппаратуры Министерства общего машиностроения СССР, Украинская ССР. Герой Социалистического Труда (1966). Депутат Верховного Совета УССР 1 созыва.

## Биография
Родился 7 апреля 1905 года в многодетной рабочей семье столяра железнодорожных мастерских в городе Елизаветград. Окончил начальную школу и четыре класса коммерческого училища. С 1919 года работал грузчиком в мастерской и учеником столяра. С 1924 года — столяр, техник на заводе «Красная звезда» в городе Зиновьевск (сегодня — Кропивницкий).
В 1929 году вступил в ВКП (б). В 1930 году окончил Зиновьевский индустриальный институт сельскохозяйственного машиностроения по специальности инженер-механик.
С 1930 по 1933 год — инженер на заводе «Смычка» в городе Чугуев, в строительном тресте и Наркомате земледелия в Харькове.
С 1933 по 1937 год — заместитель начальника деревообрабатывающего цеха, заведующий бюро технической подготовки производства, начальник столярного цеха харьковского завода «Серп и молот».
С 1937—1939 год — директор харьковского завода «Серп и молот». 26 июня 1938 был избран депутатом в Верховный Совет УССР 1-го созыва (1938—1946) от Кагановичского избирательного округа № 243 города Харьков.
С 1939 по 1942 год — заместитель директора Харьковского авиационного завода. Осенью 1941 года организовывал эвакуацию завода в города Молотов и Куйбышев.
С апреля 1942 по сентябрь 1943 года — заместитель начальника 15-го Главного управления Наркомата авиапромышленности СССР.
С сентября 1943 по ноябрь 1974 года — директор харьковского «Государственного Союзного завода № 157» Наркомата авиапромышленности СССР (позднее — Харьковский завод электроаппаратуры). Во время его руководства завод сменил свой производственный профиль. На заводе стал производиться ремонт авиаприборов и выпуск электрических авиаприборов винтомоторной группы, применявшиеся в ракетных войсках стратегического назначения. В 1958 году завод произвёл первую партию аппаратуры автономного управления баллистической ракеты средней дальности Р-5М. Был спроектирован гиростабилизатор, который применялся на ракете «Протон». В 1961 году завод был награждён Орденом Трудового Красного Знамени.
В 1966 году удостоен звания Героя Социалистического Труда «за выдающиеся заслуги в выполнении семилетнего плана 1959—1965 годов и создание новой техники».
В ноябре 1974 году вышел на пенсию. Скончался 20 августа 1975 года в Харькове.

## Награды
- Герой Социалистического Труда — указом Президиума Верховного Совета СССР от 26 июля 1966 года
- орден Ленина — дважды (17.06.1961; 26.07.1966)
- Орден Трудового Красного Знамени — дважды (23.01.1948; 12.07.1957)
- Орден Октябрьской Революции (26.04.1971)
- Орден Красной Звезды (16.09.1945)